# المفتلقة (ساة)
'

تعديل مصدري - تعديل

المفتلقة هي إحدى قرى عزلة ساه بمديرية ساة التابعة لمحافظة حضرموت، بلغ تعداد سكانها 109 نسمة حسب تعداد اليمن لعام 2004.